# Cyclo-cross de Benidorm
Le Cyclo-cross de Benidorm est une compétition de cyclo-cross disputée à Benidorm, en Espagne.

## Histoire
Le cyclo-cross de Benidorm fait partie pour la première fois du programme de la Coupe du monde en 2022-2023 et se déroule depuis à la mi-janvier. Il s'agit de la première manche de Coupe du monde organisée en Espagne depuis le cyclo-cross d'Igorre lors de la saison 2011-2012. L'une des raisons de son introduction est la promotion du tourisme dans la célèbre station balnéaire, qui attire de nombreux visiteurs de pays de cyclo-cross comme la France, la Belgique, les Pays-Bas et la Grande-Bretagne. Cet emplacement est également pratique pour les coureurs du peloton sur route, car de nombreuses équipes organisent des camps d'entraînement sur la Costa Blanca au début de l'année. Enfin, la présence du champion espagnol Felipe Orts, originaire de la ville voisine de Villajoyosa, garantit l'intérêt sportif local.
La course se déroule dans le parc boisé d'El Moralet avec des sols sablonneux et dans le parc adjacent de Foietes. Le parcours est considéré comme très rapide, avec peu d'occasions pour les meilleurs de se détacher les uns des autres,. 
Les trois premières courses féminines sont remportées par Fem van Empel devant Puck Pieterse et Lucinda Brand. Chez les hommes, Mathieu van der Poel devance Wout van Aert dans une course serrée en 2023. En 2024, ce dernier s'est imposé, malgré une chute peu avant l'arrivée, où il perd sa selle. La première course réunit 18 000 spectateurs sur place. Les organisateurs de la course ont comme objectif d'organiser les championnats du monde de cyclo-cross en 2029.

## Palmarès

### Hommes élites
| Année | Vainqueur            | Deuxième               | Troisième         |
| ----- | -------------------- | ---------------------- | ----------------- |
| 2023  | Mathieu van der Poel | Wout van Aert          | Eli Iserbyt       |
| 2024  | Wout van Aert        | Michael Vanthourenhout | Thibau Nys        |
| 2025  | Thibau Nys           | Eli Iserbyt            | Lars van der Haar |

### Femmes élites
| Année | Vainqueur     | Deuxième      | Troisième          |
| ----- | ------------- | ------------- | ------------------ |
| 2023  | Fem van Empel | Puck Pieterse | Shirin van Anrooij |
| 2024  | Fem van Empel | Puck Pieterse | Ceylin Alvarado    |
| 2025  | Fem van Empel | Lucinda Brand | Marie Schreiber    |